# Robertson (West-Kaap)
Robertson is een dorp met 22.000 inwoners in de provincie West-Kaap van Zuid-Afrika. Het bestaat sinds 1853 en dankt zijn naam aan de predikant William Robertson.
Robertson ligt in de Breede River Valley en maakt deel uit van de regio Breede River Valley. Het gebied is in de afgelopen jaren bekend geworden als een gebied dat kwaliteitswijnen produceert, bijvoorbeeld door het huis Weltevrede. Robertson wordt ook wel de 'vallei van wijn en rozen' genoemd, dit omdat er langs veel wijngaarden rozen zijn aangeplant. In het gebied waren vroeger veel coöperaties actief, maar tegenwoordig zijn er ook steeds meer individuele wijnproducenten.
Het klimaat in Robertson Valley is zeer warm en droog, waardoor irrigatie vanuit de Breederivier noodzakelijk is. De Indische Oceaan zorgt ervoor dat er 's nachts een koele bries over de wijngaarden gaat. De bodem bestaat uit kalksteen, maar ook uit zanderige, vruchtbare bodems.
Naast de wijnen en rozen staat Robertson ook bekend om zijn paarden, in dit gebied fokt men al jaren succesvolle sportpaarden (dressuur, spring en renpaarden).
Het stadje beschikt over een aantal musea en Zuid-Afrikaanse monumenten waaronder de Pink Church (gebouwd in 1859), het Museum (gebouwd in 1860), Edwardian-style huis (gebouwd in 1904), Victorian-style huis (gebouwd in 1914) en het Powder house (dit huis werd gebracht als magazijn voor kogels.
De wijnhuizen in het gebied zijn:
- Graham Beck
- Springfield
- Bon Cap
- Majors Hill
- Excelsior Estate

Verder bevinden zich in Robertson een aantal kleine wijnhuizen, zoals Rosendal en Fraai Uitzicht.

## Subplaatsen
Het nationaal instituut voor de statistiek, Stats SA, deelt sinds de census 2011 deze hoofdplaats in in 6 zogenaamde subplaatsen (sub place), waarvan de grootste zijn:
Dorpsig • Robertson SP.

## Geboren
- Marais Viljoen (1915-2007), staatspresident van Zuid-Afrika